# Leptodontium syntrichioides
Leptodontium syntrichioides är en bladmossart som beskrevs av Jean Édouard Gabriel Narcisse Paris 1900. Leptodontium syntrichioides ingår i släktet groddmossor, och familjen Pottiaceae. Inga underarter finns listade i Catalogue of Life.